# East London
East London (Východní Londýn) (afrikánsky Oos-Londen, anglicky East London, xhosky eMonti) je město v Jihoafrické republice, v provincii Východní Kapsko, na pobřeží Indického oceánu. Ve městě žilo v roce 2011 267 007 obyvatel a v širší metropolitní oblasti 755 200 obyvatel.

## Dějiny
Přístav pod jménem Port Rex byl založen v roce 1836 při ústí Bůvolí řeky do Indického oceánu. V roce 1872 byla ustanovena kapská vláda a ta sloučila osady East London, East London East a Panmure a tento rok se považuje za rok vzniku East Londonu. V roce 1914 získal status města.